# Бернштам, Татьяна Александровна
Татья́на Алекса́ндровна Берншта́м (1 ноября 1935, Ленинград, СССР — 13 апреля 2008, Санкт-Петербург, Россия) — советский и российский этнограф, этнолог и фольклорист. Доктор исторических наук, профессор, главный научный сотрудник Музея антропологии и этнографии им. Петра Великого Российской Академии наук (МАЭ РАН), заведующая отделом русской и славянской этнографии. Исследовательница восточно-славянской этнографии и фольклора включая традиционную культуру Русского Севера, феноменологии и символизма народной культуры, славянских мифообрядовых традиций и этнокультурных аспектов стихийного христианства.

## Ранние годы
Родилась в Ленинграде, её отец А. Н. Бернштам — профессор Ленинградского университета, советский археолог и историк-востоковед. Во время Великой Отечественной войны была эвакуирована вместе с другими ленинградскими детьми в детский дом в г. Тетюши, ТАССР. После снятия блокады вернулась в Ленинград, где окончила среднюю школу. Училась на историческом факультете Ленинградского государственного университета, где познакомилась со своим будущим мужем — археологом Олегом Владимировичем Овсянниковым.

## Формирование научных интересов
После окончания университета в 1959 году распределилась на работу в Архангельск, став научным сотрудником Архангельского областного краеведческого музея. Заинтересовавшись материальной и духовной культурой народов Севера, Т. А. Бернштам начиная с 1959 года и до конца 1980-х годов вела сбор полевого материала и проводила исследования на территории Архангельской, Мурманской, Вологодской областей и Карельской АССР.
Татьяна Александровна Бернштам стала этнографом по зову сердца в то время, когда эта наука не считалась важной или престижной. Позднее, Т. А. Бернштам с присущим ей легким юмором вспоминала:

А про специальность нашу я поняла, что заниматься культурой народа — это самое нужное дело, ещё не осознав, что это: этнография, фольклор — неважно, живой культурой — я должна это записывать, сохранять, нести — не знаю, все, что угодно делать… Это ещё мы ездили с Олегом… Однажды мы с ним на лошадях, в Шенкурском уезде, в лесном районе, в дождь, ливень страшный, забрались — искали мы какое-то городище. А Олег, значит, пошел собирать информацию в местную деревню, а со мной разговорился местный пастух. Спросил, что мы, собственно, делаем. Я говорю: «Ну вот, муж, говорю… а я, говорю, — я вот хочу собирать это…». Он говорит: «Слушай, какая у тебя замечательная будет профессия. После пастуха — самая лучшая».— Т.А. Бернштам
Летние экспедиции и работа в фондах Архангельского областного краеведческого музея и других музейных собраниях Русского Севера зимой позволили Т. А. Бернштам погрузиться в вещественный и духовный мир народной культуры Русского Севера. Она уделяла особое внимание вопросам этнографии поморов и внесла важный вклад в собирание, изучение и сохранение поморского культурного наследия. Во время экспедиций, Т. А. Бернштам не только записывала народный обрядовый фольклор, плачи, причеть и сказки, но и сама с удовольствием пела вместе с жительницами северных деревень. Записи музыкального, песенного фольклора осуществлялись в том числе в совместных экспедициях с В. А. Лапиным. В 1960—1970-е годы в печати появились ранние научные работы Т. А. Бернштам по поморской промысловой артели, истории освоения Русского Севера, традиционному праздничному календарю и свадебной обрядности. Она первой исследовала тему о месте, роли и функции рукоделия в детства, отрочестве, молодости и в старости в жизни поморских женщин, раскрыла мифологический аспект рукоделия.

## Начало научной деятельности
В 1962 году Т. А. Бернштам поступила в очную аспирантуру Ленинградского отделения Института этнографии АН СССР, где её учителем стал Кирилл Васильевич Чистов. В качестве реферата по специальности она представила рукопись о берестяных и деревянных брачных венцах, которая была опубликована в журнале «Советская этнография». Это статья стала первой научной публикацией Т. А. Бернштам. В 1978 году вышла её первая монография, посвященная поморам, в 1983 г. — вторая, продолжившая изучение поморов как этнографической группы. Эти книги вошли в классический фонд этнографической литературы.
После окончания аспирантуры поступила на работу в Ленинградское отделение Института этнографии АН СССР (в настоящее время Музей антропологии и этнографии им. Петра Великого РАН). В 1968 году защитила кандидатскую диссертацию на тему «Промысловые зверобойные артели Зимнего берега Белого моря в XIX-XX веках». Русский Север, включая историю и проблемы его освоения, особенности формирования этнического состава населения, культурные традиции, — стал сферой интересов молодого ученого.
В последующей научной деятельности и публикациях Т. А. Бернштам на первый план выходят более общие проблемы народной культуры. Так, в авторской монографии изданной в 1988 году она проанализировала русскую общинную обрядовую жизнь. По этому исследованию Т. А. Бернштам защитила докторскую диссертацию и получила степень доктора исторических наук. Новизна её работы состояла в применении феноменологического метода в этнографии.

## Научная зрелость
В 1992 году Т. А. Бернштам стала заведующей отдела этнографии восточных славян Ленинградского отделения Института этнографии РАН, сменив на этом посту своего учителя, выдающегося фольклориста и этнографа К. В. Чистова. В 1990 году Институт этнографии РАН переименован в Институт этнологии и антропологии им. Н. Н. Миклухо-Маклая АН СССР, а в 1992 году на базе Ленинградского филиала Института этнологии и антропологии РАН был организован Музей антропологии и этнографии имени Петра Великого (Кунсткамера) РАН.
Изучение различных аспектов традиционной народной культуры продолжилось в ряде других работ. Т. А. Бернштам стала ответственным редактором вышедшего в 1999 года сборника «Женщина и вещественный мир культуры у народов России и Европы».
Более поздние книги и статьи Т. А. Бернштам обращаются к теме христианских аспектов народной культуры и духовных основ жизни русского крестьянства. Эта тема оказалась мало изученной в советское время из-за определенной переоценки материальных факторов социальной организации повседневности.
В 2000—2005 годах она завершает работу по исследованию народного православия и публикует две монографии положившие начало новому направлению в современной российской этнографии — церковной этнографии: «Молодость в символизме переходных обрядов восточных славян: Учение и опыт Церкви в народном христианстве» и «Приходская жизнь русской деревни: очерки по церковной этнографии». Уже после смерти Т. А. Бернштам вышли в печати две её книги, в которые были включены работы прежних лет: «Народная культура Поморья» и «Герой и его женщины: образы предков в мифологии восточных славян».

## Музейная деятельность
Занимаясь этнографическими, этнологическими и фольклорными научными изысканиями, Т. А. Бернштам не отказалась от музейной работы. Она состояла членом Ученых советов Государственного музея этнографии народов СССР (ГМЭ) в Ленинграде и музеев на открытом воздухе: Государственного историко-художественного и архитектурного музея-заповедника «Малые Корелы» (Архангельск), Государственного историко-архитектурного музея-заповедника на Соловецких островах и Государственного музея-заповедника «Кижи». Под её руководством был построен Двинской сектор в «Малых Корелах», за что коллектив был удостоен Государственной Ломоносовской премии. Участвовала в составлении каталогов и аннотировании вещественных коллекций во многих областных и районных музеях Русского Севера и консультировала при организации их выставок в Норвегии и Финляндии. В 1984 году в Архангельске и на Соловках под руководством Т. А. Бернштам прошла Всесоюзная школа-семинар научных сотрудников музеев под открытым небом.
В 1988 году Т. А. Бернштам предложила концепцию и стала соавтором первой в истории Кунсткамеры выставки по традиционной русской крестьянской культуре — «Женщина и магия: мир русской деревни в XIX — начале XX в.», которая экспонировалась более года и вызвала большой интерес у посетителей музея.
В 2000 г. в Российском этнографическом музее была открыта масштабная выставка «Христианство в быту и культуре народов России, XIX—XX вв», посвященная 1000-летию христианства в России. Её концепция и план были разработаны Т. А. Бернштам, а в создании этой выставки принимали участие ведущие музеи и научные учреждения Санкт-Петербурга.

## Оценка научного вклада
Как ученого-этнографа, Т. А. Бернштам отличало прежде всего вдумчивое и бережное отношение, а также глубокое уважение к русской народной культуре, стремление сохранить и преумножить знание о ней для последующих поколений. Она не была кабинетным ученым и, пока позволяли силы и здоровье, регулярно участвовала в полевых этнографических и фольклорных экспедициях. Как доказательство, в архиве Музея антропологии и этнографии хранятся многочисленные тетрадки её полевых отчетов и дневников экспедиций 1960—1980-х годов.
Т. А. Бернштам внесла весомый вклад в развитие советской и российской науки — её полная библиография состоит из 132 записей, в число которых входят авторские и коллективные монографии, статьи, доклады и сообщения на научных конференциях и симпозиумах, концепции музейных выставок. Её работы раздвинули и углубили понимание этнографии и фольклора восточных славян, этнокультурных аспектов христианства и заложили основы церковной этнографии.
Особо следует выделить вклад Т. А. Бернштам в изучение Русского Севера. Она не только написала ряд ставшими классическими книг и статей по этой теме, но и заинтересовала и привлекла к ней целый ряд историков, археологов, этнографов и фольклористов, будучи редактором пяти выпусков издаваемого Институтом этнографии сборника научных статей «Русский Север».
Всего же, Т. А. Бернштам как научный редактор подготовила к изданию 17 коллективных сборников с разной тематикой и с междисциплинарным составом автором, а также монографии по восточно-славянской и финно-угорской тематике (карелы, вепсы, коми) многих ныне известных этнографов.
Следует также упомянуть прочитанные Т. А. Бернштам лекции в Санкт-Петербурге, Киеве, Алма-Ате, а также в Институте этнологии, Этнографическом музее и Университете Сорбонны в Париже, разработанные ею музейные экспозиции и выставки, и, наконец, созданную ею научную школу с множеством учеников и последователей.
Как обращение к следующему поколению этнографов следует рассматривать слова Т. А. Бернштам о важности личного соприкосновения ученого с изучаемой им народной культурой, произнесенные ею в ходе прочитанных лекций для этнографов в Киеве:

Полевые экспедиции — это возможность ощутить причастность к народной жизни, до известной степени психологически адаптироваться к ней, почувствовать её внутреннюю логику и пульсацию. Если с этнографом подобные процессы происходят, я уверена, что рано или поздно он обнаруживает в себе знания куда более обширного и достоверного порядка, нежели те, которые он целенаправленно собирал в архивах… 

## Поэзия
Профессор Петрозаводской государственной консерватории им. А. К. Глазунова, композитор Роман Зелинский сочинил музыкальный цикл на стихи Т. А. Бернштам, которая присутствовала на одном из концертов. Помимо собственных стихотворных работ, она занималась переводами из английской поэзии. Её любимыми английскими поэтами были В. Блейк, Дж. Кит, Р. Бёрнс и Э. Б. Браунинг.
Часть написанных ею стихотворений были включены в сборник статей, посвященный её 75-летию:
«Дорога»

Уведи меня, дорога,

от событий, от страданий,

дай почувствовать, дорога,

прелесть вечных ожиданий.

В синей дали неизвестность,

в чистом небе бесконечность…

Дай, дорога, посох в руки,

чтоб отмеривать разлуки.

И когда я у порога

преклоню свои колени,

ты войди в меня, дорога,

нетерпеньем к перемене

(23 октября 1967 года)

## Избранные труды Т. А. Бернштам

### Книги
- Поморы: формирование групп и система хозяйства / АН СССР; Ин-т этнографии; под ред. К. В. Чистова. — Л.: Наука, 1978. — 176 с.: ил.
- Русский народный свадебный обряд: Исследования и материал. — Л., 1978. (совм. с К. В. Чистовым)
- Русская народная культура Поморья в XIX-начале XX в.: этногр. очерки. — Л.: Наука. Ленингр. отд-ние, 1983. — 231 с.: ил.
- Молодежь в обрядовой жизни общины XIX — начала XX в.: половозрастной аспект традиционной культуры. — Л.: Наука. Ленингр. отд-ние, 1988. — 277 с.
- Новые перспективы в познании и изучении традиционной народной культуры (теория и практика этнографических исследований). — Киев, 1993. — 184 с., (2 изд. — Київ, 1994).
- Русский Север: к проблеме локал. групп: сб.ст. / Рос. акад. наук; Музей антропологии и этнографии им. Петра Великого (Кунсткамера), Рос.фонд фундам. исслед. / Ред.-сост. Т. А. Бернштам. — СПб : МАЭ, 1995. — 317 с.: ил.
- Женщина и вещественный мир культуры у народов Европы и России: Сб. статей / Сост. Л. С. Лаврентьева, Т. Б. Щепанская; отв. ред. Т. А. Бернштам. — СПб.: Петербургское востоковедение, 1999. — 250 с.: ил. — (Сборник Музея антропологии и этнографии / Росс. акад. наук, Музей антропологии и этнографии им. Петра Великого (Кунсткамера); т. 47). ISBN 5-85803-122-6 PDF
- Молодость в символизме переходных обрядов восточных славян: учение и опыт церкви в народном христианстве / Рос. акад. наук, Музей антропологии и этнографии им. Петра Великого (Кунсткамера), Центр «Петерб. востоковедение». — СПб.: Петерб. востоковедение, 2000. — 394 с.: ил.
- Приходская жизнь русской деревни : очерки по церковной этнографии / Рос. акад. наук, Музей антропологии и этнографии им. Петра Великого (Кунсткамера). — Санкт-Петербург: Петербургское востоковедение, 2005. — 413 с.: ил.
- Народная культура Поморья. — М., 2009. 427 с.: ил., к., ноты.
- Герой и его женщины: образы предков в мифологии восточных славян. — СПб.: МАЭ РАН, 2011. — 372 с. ISBN 978-5-88431-213-5

### Статьи
- Забытый памятник древнерусского искусства (Берестяные и деревянные расписные брачные венцы XVII в.) кого Севера : IX—XV вв. / Т. А. Бернштам // Советская этнография. — 1963. — № 2. — С. 130—134.
- Роль верхневолжской колонизации в освоении Русского Севера : IX—XV вв. / Т. А. Бернштам // Фольклор и этнография Русского Севера: сб.ст. — Л., 1973. — С. 5-29.
- Виноградье — песня и обряд / Т. А. Бернштам // Русский Север: проблемы этнографии и фольклора / отв. ред. К. В. Чистов, Т. А. Бернштам. — Л., 1981. — С. 3-109, карты, нотные примеры (совм. с В. А. Лапиным).
- Добрый молодец и река Смородина // Кунсткамера: Этнографические тетради. СПб., 1993. Вып. 1. С. 17–34.* Будни крестьянской семьи: радости и скорби, умеренность (век XIX — начало века ХХ) / Т. А. Бернштам // Российская провинция. — 1995. — № 3. — С.164-169. :ил.
- Локальные группы Двинско-Важского ареала: Духовные факторы в этно- и социокультурных процессах / Т. А. Бернштам // Русский Север: проблемы этнографии и фольклора / отв. ред. К. В. Чистов, Т. А. Бернштам. — СПб., 1995. С. 208—318, илл., карты.
- «Хитро-мудро рукодельице»: (вышивание — шитье в символизме девичьего совершеннолетия у восточных славян) / Т. А. Бернштам // Женщина и вещественный мир культуры у народов России и Европы (Сб. МАЭ. Т. 47) Отв. ред. Т. А. Бернштам. — СПб., 1999. С. 191—250, илл.
- Русские легенды о сотворении мира в аспекте народного богословия // Христианство в регионах мира / Отв. ред. Т. А. Бернштам, сост. Т. А. Бернштам, Ю. Ю. Шевченко. — СПб., 2001.
- Туры, Богородица и богатырь-пьяница / Т. А. Бернштам // Русский Север: Аспекты уникального в этнокультурной истории и народной традиции / Отв. ред. Т. А. Бернштам, составит. Т. А. Бернштам, Ю. Ю. Шевченко. — СПб., 2004.

### Указатель работ
- Татьяна Александровна Бернштам: библиографический указатель / Рос. акад. наук, Музей антропологии и этнографии им. Петра Великого (Кунсткамера); авт. предисл.: В. Лапин. — Санкт-Петербург: Кунсткамера, 2005. — 15 с.

### Статьи о Т. А. Бернштам
- Щепанская, Т. В. Найти и сохранить: к семидесятилетию Т. А. Бернштам / Т. В. Щепанская // Живая старина. — 2006. — № 1. — С.54: ил. Электронный ресурс
- «Уведи меня, дорога»: сборник статей памяти Т. А. Бернштам / Рос. акад. наук, Музей антропологии и этнографии им. Петра Великого (Кунсткамера) РАН; под ред. Н. Е. Мазаловой и др. — Санкт-Петербург: МАЭ, 2010. — 457 с.: ил., портр.: ил., карт. ISBN 978-5-88431-189-3 Содержание